# Антикоррупционное движение в Индии 2011
Антикоррупционное движение в Индии в 2011 году — серия демонстраций и акций протестов, прокатившихся по всей Индии и направленных на то, чтобы установить строгие законы и ограничения против тотальной коррупции. Журнал Time назвал индийское антикоррупционное движение одним из десяти важнейших событий года.
Движение начало распространение после событий 5 апреля 2011 года, когда антикоррупционный активист Анна Хазаре начал свою теперь уже знаменитую голодовку в Нью-Дели. Главная задача движения — добиться уменьшения коррупции в Индийском правительстве через принятие закона Джена Локпала. Другая важная цель протестов под руководством Свами Рамдева — это возвращение коррупционных денег со счетов швейцарских и других иностранных банков.
Недовольство широких масс протестующих сосредоточено на различных формах политической коррупции. Политические акции движения сопротивления преимущественно имеют ненасильственный характер: это марши, демонстрации, акты гражданского неповиновения, голодание, использование соцсетей для организации, коммуникации и привлечения внимания. Протесты необычны тем, что не сотрудничают с политическими партиями, большинство протестующих выступали резко против попыток политических партий использовать протест ради собственных интересов.

## История
Проблемы с коррупцией в Индии были весьма ощутимы на протяжении последних лет. В стране проводилась социально ориентированная внутренняя экономическая политика начиная с провозлашения независимости в 1947 до 1980-х гг. Чрезмерное регулирование экономики, протекционизм и государственная собственность в экономике привели к медленному экономическому росту, высокому уровню безработицы и распространению бедности. Эта система бюрократического контроля правительством называется License Raj и лежит в основе тотальной коррупции.
В 1993 бывший министр внутренних дел Индии Н. Н. Вохра опубликовал свой доклад, в котором рассказывал о проблеме криминализации в политике. Доклад содержал наблюдения, которые были получены из официальных учреждений, об уголовной сети, которая добилась значительного влияния и фактически имела параллельное правительство. В нем также рассматривались криминальные группировки, которые покрывались политиками и имели защиту от правительственных служащих. Он обнаружил, что политические лидеры имеют обширные связи с уличными бандами и ведут сотрудничество с мошенниками из вооружённых сил. На протяжении многих лет уголовники выбирались в местные советы, советы штатов и в парламент.
Закон о доступе к информации 2005 года помог гражданам легче фиксировать факты коррупции. Он дал возможность гражданам Индии подать официальный запрос за фиксированную цену 10 (US $ 0.22) «представителям государства» (к правительственному аппарату или в местное представительство штата). В ответ государственный орган должен ответить в течение 30 дней. Активисты использовали этот инструмент для разоблачения коррупционных дел против различных политиков и служащих — как следствие часть этих активистов подверглись нападениям, были фатальные случаи.